# الزيارة الجامعة الكبيرة
الزيارة الجامعة الكبيرة هي نصٌّ من النصوص الدينيَّة عند الشيعة الإماميَّة المرويِّة بطرقهم عن أئمتهم إذ رواها ابن بابويه القمي المعروف بالشيخ الصدوق في كتابيه عيون أخبار الرضا ومن لا يحضره الفقيه عن علي بن محمد الهادي، ويزور بها الشيعة أئمتهم فيتلونها في مشاهدهم،(1) كما يتلونها في مساجدهم وحسينياتهم(المباني الموقوفة على إحياءأمر أهل البيت) وبيوتهم. وبالإضافة إلى الصدوق فقد رواها محمد بن الحسن الطوسي في كتابه التهذيب.

## شروح وكتب مرتبطة
اهتم المتخصِّصون من الشيعة بشرح الأحاديث والأدعية والزيارات وغيرها من النصوص الدينيَّة، وقد أعدَّ أغا بزرگ الطهراني في موسوعته الذريعة إلى تصانيف الشيعة قائمة ببعض الشروح التي كتبها علماء الشيعة في شرح الزيارة الجامعة، وذكرها تحت عنوان شرح الزيارة الجامعة، كما ذكر كلَّ شرح بعنوانه المستقل إن كان له عنوان مختلف، وقال قبل إيراده للشروح: «بما أن في بعض تلك الزيارات جملاً وفقرات متشابهة تحتاج إلى الشرح والتوضيح والبيان لرد الاعتراض ودفع الانتقاد عمد جمع من الأعلام إلى شرحها وبيان المراد منها وأنَّه في بعض المقامات غير ما يدل عليه ظاهر اللفظ». وقام الباحث ناصر الدين الأنصاري القمي بإعداد مقالة بعنوان كتابشناسى زيارت جامعهٔ كبيره تتضمن شروحاً وكتباً أكثر تتعلَّق بالزيارة الجامعة، وقد نُشرت في مجلة علوم حديث الفارسيَّة، ومن هذه الشروح والمؤلَّفات:

### العربية

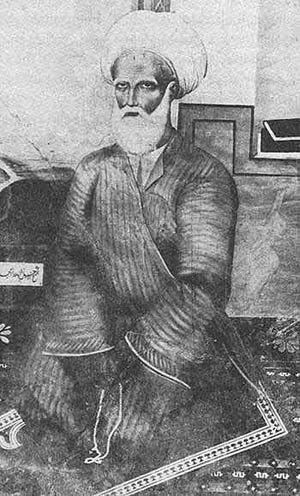
أحمد بن زين الدين الأحسائي أحد أشهر شرَّاح الزيارة الجامعة الكبيرة، وشرحه هو أبرز وأشهر أعماله.

- شرح الزيارة الجامعة: شرح لمحمد تقي المجلسي (1070 هـ)، وهو في الأساس جزء من كتابه روضة المتقين، والذي هو شرحٌ على كتاب من لا يحضره الفقيه للصدوق حيث يرويها الصدوق هناك.(2)
- شرح الزيارة الجامعة: شرح لبهاء الدين محمد بن محمد باقر الحسيني النائيني المختاري (1140 هـ).
- الأعلام اللامعة شرح الزيارة الجامعة: شرح لمحمد بن عبد الكريم الطباطبائي البروجردي (1160 هـ).[6]
- شرح الزيارة الجامعة الكبيرة: شرح في عدَّة مجلَّدات لأحمد بن زين الدين الأحسائي (1241 هـ) الذي تُنسب إليه المدرسة الشيخيَّة، وهذا الشرح من أهم مؤلَّفات الأحسائي، وقد «نُقد المؤلف على بعض آرائه وتحقيقاته في هذا الشرح وغيره من تصانيفه» على حدِّ تعبير آغا بزرگ الطهراني عند ذكره لهذا الشرح، وقد قام محمد حسين الشهرستاني بتلخيص هذا الشرح وتهذيبه، وسمَّى المختصر تلويح الإشارة في تلخيص شرح الزيارة،[7] ويُذكر أنَّه اختار لنفسه اسماً مستعاراً عند تأليف لهذا التلخيص وهو عبد الصمد الحائري المازندراني.[8]
- الأنوار اللامعة في شرح الزيارة الجامعة: شرح لعبد الله شبَّر (1242 هـ)، وقد تُرجم إلى الفارسيَّة.[9]
- شرح الزيارة الجامعة: شرح لعلي نقي بن السيد حسين المعروف بالحاج آغا ابن السيد المجاهد الطباطبائي الحائري (1289 هـ)‍.
- البروق اللامعة: كتاب من تأليف علي بن جعفر شريعتمدار الأسترآبادي (1315 هـ)، وهو حاوٍ لتعليقات على الزيارة الجامعة وعلى بعض الأدعية المتداولة، وقد قام المؤلِّف بنفسه بترجمة الكتاب إلى الفارسيَّة.[10]
- الشموس الطالعة في شرح الزيارة الجامعة: شرح لريحان الله البروجردي (1328 هـ).[11]
- حقائق الأسرار: شرح لمحمد تقي النجفي الإصفهاني (1332 هـ)، وقد ترجم المؤلِّف بنفسه الكتاب إلى الفارسيَّة.[12]
- شرح الزيارة الجامعة: شرح لمحمد علي الچهاردهي الرشتي النجفي (1334 هـ).
- الأنوار الساطعة في شرح الزيارة الجامعة: شرح لمحمد رضا الغراوي (1385 هـ).[13]
- أنوار الولاية الساطعة في شرح الزيارة الجامعة: تعريب لكتاب محمد الوحيدي (1421 هـ) المسمَّى پرتو ولايت، والمعرِّب هو هاشم الصالحي.[9]
- في رحاب الزيارة الجامعة الكبيرة: دراسات في الزيارة الجامعة الكبيرة لعلي الحسيني الصدر.
- سند الزيارة الجامعة: بحثٌ سندي حول سند الزيارة الجامعة الكبيرة لياسين الموسوي.[14]
- الصوارم القاطعة والحجج اللامعة في إثبات صحة الزيارة الجامعة: بحثٌ سندي حول صحة الزيارة الجامعة لعبد الكريم العقيلي.[8]
- ولاة أمر الله دروس من الزيارة الجامعة؛ لأحمد الماحوزي، إعداد وتدوين: محمد عبد الله نجم.[15]

### الفارسية
- شرح زيارت جامعهٔ كبيره: شرح لمحمد تقي المجلسي (1070 هـ)، وهو في الأساس جزء من كتابه اللوامع القدسية، والذي هو شرحٌ على كتاب من لا يحشره الفقيه للصدوق حيث يرويها الصدوق هناك.(2) وقد استلَّ الشرح من هذا الكتاب وطبع مستقلاً.
- با اختران تانباك ولايت: ترجمة لشرح لعبد الله شبَّر (1242 هـ)، والمترجم هو عباس علي السلطاني الگلشيخي.[16]
- عبادة من دعى في شرح بعض الزيارات والدعا: ترجمة لكتاب البروق اللامعة لعلي بن جعفر شريعتمدار الأسترآبادي (1315 هـ)، والمترجم إلى الفارسيَّة هو نفس مؤلِّف الأصل العربي.[17]
- أسرار الزيارة وبرهان الإنابة: شرح لمحمد تقي النجفي الإصفهاني (1332 هـ)، وهو في الأساس قام ترجمة فارسيَّة لكتابه العربي حقائق الأسرار، ترجمه بنفسه.[18]
- الشموس الطالعة في شرح الزيارة الجامعة: شرح لحسين الهمداني الدرودآبادي (1344 هـ).[11]
- الإلهامات الرضوية في شرح الزيارة الجامعة الكبيرة: شرح لمحمود الحسيني اللواساني الطهراني الملقَّب بالعصَّار (1355 هـ).[19]
- القاطعة في شرح الزيارة الجامعة: شرح لحسن الرضوي القمي، وهو مخطوط، والنسخة الخطيَّة بخط المؤلِّف موجودة بمكتبة آية الله الگلپايگاني بمدينة قم.[20]
- شرح الزيارة الجامعة الكبيرة: شرح مخطوط لعباس الحائري الطهراني.
- شرح الزيارة الجامعة الكبيرة: شرح لمحمد هادي فخر المحققين الشيرازي (1420 هـ).[21]
- شمس طالعة في شرح الزيارة الجامعة: شرح لعبد الله البلادي البوشهري (1372 هـ).[22]
- شمس طالعة في شرح الزيارة الجامعة: شرح لمحمد بن أبي القاسم ناصر حكمت طبيب زاده الإصفهاني الأحمد آبادي.[23]
- پرتو ولايت: شرح لمحمد الوحيدي (1421 هـ)، وقد تُرجم إلى العربيَّة.[24]
- شرح وتفسير زيارت جامعهٔ كبيره: شرح لعلي متوكل.[24]
- عطر ولايت: كتاب حاوٍ لنصّ الزيارة العربي مع ترجمة فارسية نثراً لمهدي الجعفري، وترجمة فارسية أخرى نظماً لعلي لبَّاف، والكتاب من إعداد ونشر مؤسسه فرهنگى دانشوران في طهران.[24]

## الهوامش
- 2 - كتب محمد تقي المجلسي شرحين على كتاب من لا يحضره الفقيه؛ أحدهما عربي وهو روضة المتَّقين، والآخر فارسي وهو اللوامع القدسية، وفي كلا الشرحين؛ قام بشرح الزيارة الجامعة الكبيرة لوجودها في هذا الكتاب.